# Парфурю-сюр-Одон
Парфурю́-сюр-Одо́н (фр. Parfouru-sur-Odon) — коммуна во Франции, находится в регионе Нижняя Нормандия. Департамент коммуны — Кальвадос. Входит в состав кантона Вилле-Бокаж. Округ коммуны — Кан.
Код INSEE коммуны — 14491.

## Население
Население коммуны на 2010 год составляло 175 человек.
| 1962 | 1968 | 1975 | 1982 | 1990 | 1999 | 2010 |
| ---- | ---- | ---- | ---- | ---- | ---- | ---- |
| 138  | 104  | 131  | 150  | 147  | 136  | 175  |

## Экономика
В 2010 году среди 111 человек трудоспособного возраста (15—64 лет) 75 были экономически активными, 36 — неактивными (показатель активности — 67,6 %, в 1999 году было 73,6 %). Из 75 активных жителей работали 71 человек (36 мужчин и 35 женщин), безработных было 4 (3 мужчин и 1 женщина). Среди 36 неактивных 10 человек были учениками или студентами, 22 — пенсионерами, 4 были неактивными по другим причинам.